# 不來梅 (印第安納州)
不來梅（英語：Bremen）是一個位於美國印地安納州馬歇爾縣的城鎮。

## 人口
根據2010年美國人口普查的數據，不來梅的面積為7.35平方千米，當中陸地面積為7.34平方千米，而水域面積為0.01平方千米。當地共有人口4,588人，而人口密度為每平方千米624人。